# 温斯顿·福斯特
温斯顿·阿瑟·福斯特（英語：Winston Arthur Foster，1941年11月1日—）是一名已退役英格蘭足球運動員，司職後衛，職業生涯期間替伯明翰上場超過150次。
福斯特自少加入伯明翰足球會，19歲時便首次上場擔任邊衛，在1961年參加國際城市博覽會盃決賽對羅馬。特雷弗·史密斯因為持續傷患而離隊後，他取代了史密斯的位置搶任中後衛。在伯明翰最後兩年的上場次數減少 ,並被外借至克鲁三個月，之後轉會至普利茅斯並在那結束職業生涯。之後他曾在燦斯福特和布罗姆斯格罗夫流浪踢球，並在後者擔任一季助教。

## 榮譽
伯明翰城
- 國際城市博覽會盃亞軍：1960–61